# رالروتاووا
رالروتاووا (به لاتین: Rallerotawewa) یک منطقهٔ مسکونی در سری‌لانکا است که در استان جنوبی (سری‌لانکا) واقع شده‌است.